# Bögöt
Bögöt község Vas vármegyében, a Sárvári járásban.

## Fekvése
A Gyöngyös-sík keleti peremén, Sárvártól körülbelül 8 kilométerre nyugatra. Két legközelebbi szomszédja: nyugat felől Porpác mintegy 2,5 kilométerre, délkelet felől pedig Csénye, 5 kilométerre.

### Megközelítése
A község főutcája a 8458-as út, ezen érhető el Sárvár és a 88-as főút felől is.
Közigazgatási határai között áthalad, a belterületétől szűk egy 
kilométerre délre a Székesfehérvár–Szombathely-vasútvonal és a Hegyeshalom–Porpác-vasútvonal is, itteni közös megállási pontjuk Porpác vasútállomás, amely a neve ellenére bögöti területen helyezkedik el, a község központjától mindössze másfél kilométernyire, a névadó településtől ellenben bő 3,5 kilométerre.

## Története
Első okleveles említése 1325-ből származik, de a honfoglalókra jellemző török eredetű neve régebbi keletkezést feltételez. Az ásatások során előkerült a Savariából Arrabonába vezető római hadiút maradványai is. Lipp Vilmos már 1875-ben bögöti halmokról, római kori temetkezésről és útról számolt be. A település határában ezek a vaskori halomsírok ma is megtalálhatók.

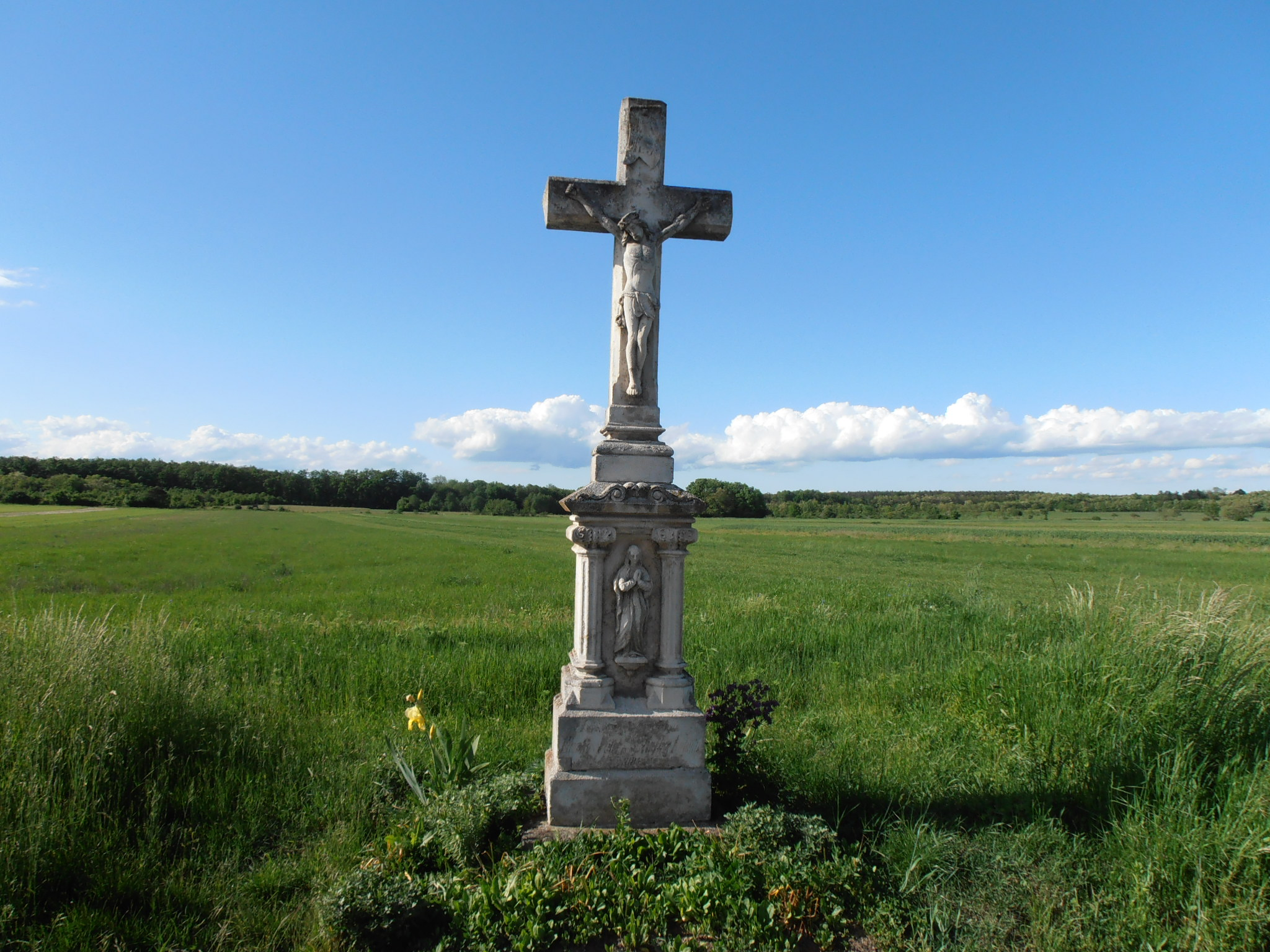
Kőkereszt a falu szélén

1325-ben hivatkoznak a bögöti és csabi nemesek 1287-ben írásba foglalt birtokcseréjére. Eszerint már az Árpád-korban megtelepült. A középkorban végig köznemesek birtokolták. 1321-től a bögöti és a vépi, illetve váti nemesek közötti birtokügyekről olvashatunk. 1475-ben a bögöti Tankó család birtokát, a Bögöt határában feküdt Bot-Simon-ülését említik. 1549-ben egytelkes nemeseké a falu. Középkori templomára nem ismerünk adatot. Mai római katolikus temploma állítólag középkori eredetű, de többször átépítették. A török kort átvészelt falu a mai belterület alatt, a katolikus templom körül kereshető.
A település területén létezhetett a középkorban az egykori Kápolnafölde község is. A jáki apát 1321-ben említi Kápolnafölde nevű birtokát, ahol Szent Egyed tiszteletére épült kápolna állt, és azt a  monyorókeréki birtokért cserében odaadta bögöti Kázmér fiainak. A hiányosan megmaradt határjárásban szerepel a Szombathelyre vezető Öttevény út is. A római kori utat ezen a néven a 19. századig nyilvántartották a szomszédos Váton. A 15. században a Váti családé volt. Korán elnéptelenedett, mert 1438-tól pusztaként említik. Kápolnaföldét és az egykori kápolnát a nyugati oldalon lévő mai Nagy erdő dülő területére lokalizálták.

## Közélete

### Polgármesterei
- 1990–1994: Farkas László (független)[6]
- 1994–1998: Farkas László (független)[7]
- 1998–2002: Farkas László (független)[8]
- 2002–2006: Farkas László (független)[9]
- 2006–2010: Farkas László (független)[10]
- 2010–2014: Farkas László (független)[11]
- 2014–2019: Farkas László (független)[12]
- 2019–2024: Hencsei Tamás (független)[13]
- 2024– : Hencsei Tamás (független)[1]

## Népesség
A település népességének változása:
| Lakosok száma | 398  | 393  | 384  | 405  | 386  | 381  | 379  |
|               | 2013 | 2014 | 2015 | 2021 | 2022 | 2023 | 2024 |

A 2011-es népszámlálás során a lakosok 88,3%-a magyarnak, 0,8% németnek, 3% cigánynak mondta magát (11,4% nem nyilatkozott; a kettős identitások miatt a végösszeg nagyobb lehet 100%-nál). A vallási megoszlás a következő volt: római katolikus 82,7%, református 0,8%, evangélikus 0,3%, görögkatolikus 0,3%, felekezet nélküli 0,5% (15,5% nem nyilatkozott).
2022-ben a lakosság 94,3%-a vallotta magát magyarnak, 2,1% németnek, 1,6% cigánynak, 0,3% szerbnek, 2,1% egyéb, nem hazai nemzetiségűnek (5,4% nem nyilatkozott; a kettős identitások miatt a végösszeg nagyobb lehet 100%-nál). Vallásuk szerint 52,6% volt római katolikus, 0,8% református, 0,5% görög katolikus, 0,3% evangélikus, 1,3% egyéb keresztény, 2,8% egyéb katolikus, 6,2% felekezeten kívüli (35,2% nem válaszolt).

## Nevezetességei
- Római katolikus templom - középkori eredetű, de többszöri átépítésen esett át. A templom bejárata fölött helyezkedik el a falu első világháborús hősi halottainak emléktáblája. A második világháború hősi halottainak önálló emlékmű állít emléket. Az ezredfordulóra készült el a templom előtti területen az Y alakú, Assisi Szent Ferencet, I. Szent Istvánt és feleségét, Bajor Gizellát ábrázoló fa emlékmű.
- A településen áthalad az Országos Kéktúra.